# Ascidia munda
Ascidia munda är en sjöpungsart som beskrevs av Sluiter 1898. Ascidia munda ingår i släktet Ascidia och familjen Ascidiidae. Inga underarter finns listade i Catalogue of Life.